# شركة يوكاهاما للمطاط
شركة يوكاهاما للمطاط المحدودة (باليابانية: 横 浜 ゴ ム 株式会社)، (نقحرة: يوكوهاما غومو كابوشيكي-غايشا)،
هي شركة إطارات مقرها طوكيو، اليابان. تأسست الشركة وبدأت في العمل 13 أكتوبر 1917 في مشروع مشترك بين يوكوهاما لتصنيع الكابلات (الأسلاك) وشركة بي أف غودريتش. وفي عام 1969، دخلت الشركة إلى الولايات المتحدة. وكان إطار أسبك أيه 300،
وراء القوة الدافعة الارتفاع الهائل، لعلامة الشركة التجارية، خاصة في اليابان،
غالبًا ما تستخدم كلمة «أدفان» بدلًا من يوكوهاما. عجلات أدفان والإطارات لها وجود قوي في مشهد المبيعات في جميع أنحاء العالم.
الشركة لديها مرفقان لتصنيع في الولايات المتحدة: واحد في سالم، فرجينيا، وآخر في ويست بوينت، ميسيسيبي.
في حين أن يوكوهاما هي الأكثر استخدامًا في تطبيقات رياضة السيارات ، إلا أنها تستخدم أحدث تقنيات الإطارات في كل طراز. باعتبارها واحدة من أفضل العلامات التجارية للإطارات التي تقود الطريق في الابتكار ، تتخصص الشركة في إنشاء ملفات تعريف مداس طويلة الأمد لتقليل مقاومة التدحرج ، وتوفير اقتصاد أفضل للوقود ، وإطالة عمر المداس. بالإضافة إلى ذلك ، تم تصميم كل طراز بتقنية نمط مداس الملعب بحيث يمكن للسائقين تجربة قيادة سلسة وهادئة.